# Storia del movimento per i diritti civili degli afroamericani (1865-1896)

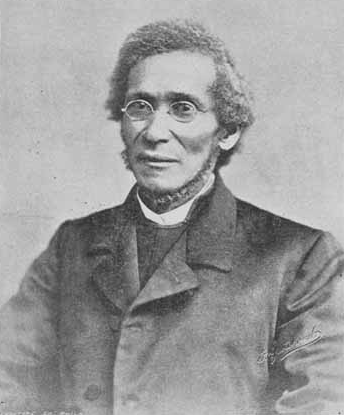
Daniel Payne, il primo afroamericano a diventare preside alla "Wilberforce University" nel 1863.

Il movimento per i diritti civili degli afroamericani è il movimento successivo alla guerra di secessione americana i cui obiettivi erano l'eliminazione della discriminazione razziale, il miglioramento delle opportunità di istruzione e di occupazione, e l'instaurazione e la tutela del diritto di voto e dei diritti civici in genere per gli ex schiavi e i loro discendenti. Questo periodo copre il lasso di tempo intercorrente tra il 1865 e il 1896, che vide uno straordinario cambiamento nella sorte della comunità nera a seguito dell'abolizione della schiavitù negli Stati Uniti d'America.
L'anno 1865 registrò due avvenimenti assai importanti nella storia afroamericana; la ratifica del XIII emendamento della Costituzione, che eliminò definitivamente lo schiavismo, e l'arrivo delle truppe dell'Unione in Texas per far rispettare il proclama di emancipazione. Per i liberti sembrò così iniziare una nuova esistenza, con il paese che si riprendeva dalle devastazioni della guerra civile dando l'avvio all'era della ricostruzione.
Immediatamente dopo la fine del conflitto, il governo federale avviò un vasto programma di ricostruzione degli ex Stati Confederati d'America. Furono adottati anche vari progetti di aiuto per gli ex schiavi, nel tentativo d'integrarli come cittadini a tutti gli effetti nel corpo sociale della nazione. Durante e dopo questo periodo i neri fecero notevoli progressi nell'ambito del potere politico e molti di loro furono in grado di passare da uno stato di assoluta povertà alla proprietà di terreni. Allo stesso tempo però, il forte risentimento della stragrande maggioranza dei bianchi americani del profondo Sud nei confronti di questi progressi condusse ad una situazione di violenza diffusa senza precedenti, guidata dalle sezioni locali del Ku Klux Klan e, più tardi, nel corso degli anni 1870, da gruppi organizzati paramilitari come le "Red Shirts" (Camicie rosse) e la "White League" (Lega bianca).
Nel 1896 la Corte suprema degli Stati Uniti stabilì, nella sentenza del caso Plessy contro Ferguson, un punto di riferimento confermando la segregazione razziale con la formula "separati ma uguali", dandole in tal modo valore costituzionale. Questa sentenza rappresentò una sconfitta pesante per il primo movimento per i diritti civili degli afroamericani; lo status giuridico, sociale e politico della popolazione nera toccò in quegli anni il suo nadir. Dal 1890 al 1908, a partire dal Mississippi, praticamente tutti gli Stati Uniti meridionali approvarono nuove Costituzioni e nuove leggi che tolsero diritti politici alla maggior parte dei neri, escludendoli quasi interamente dal sistema politico; la situazione per molti versi rimase inalterata fino agli inoltrati anni sessanta del XX secolo.
Gran parte del primo movimento riformista durante l'evolvere di questi decenni fu guidato dai Repubblicani radicali, una fazione del Partito Repubblicano. Tuttavia, alla fine del XIX secolo, mentre erano in corso le politiche segregazioniste dei singoli Stati per emarginare totalmente i neri dalla politica nazionale, il cosiddetto "movimento bianco-giglio" operò per indebolire l'autorevolezza dei neri che erano rimasti nel Partito Repubblicano.
I principali capi del movimento per i diritti civili in questo periodo furono Frederick Douglass (1818-1895) e Booker T. Washington (1856-1915).

## Ricostruzione

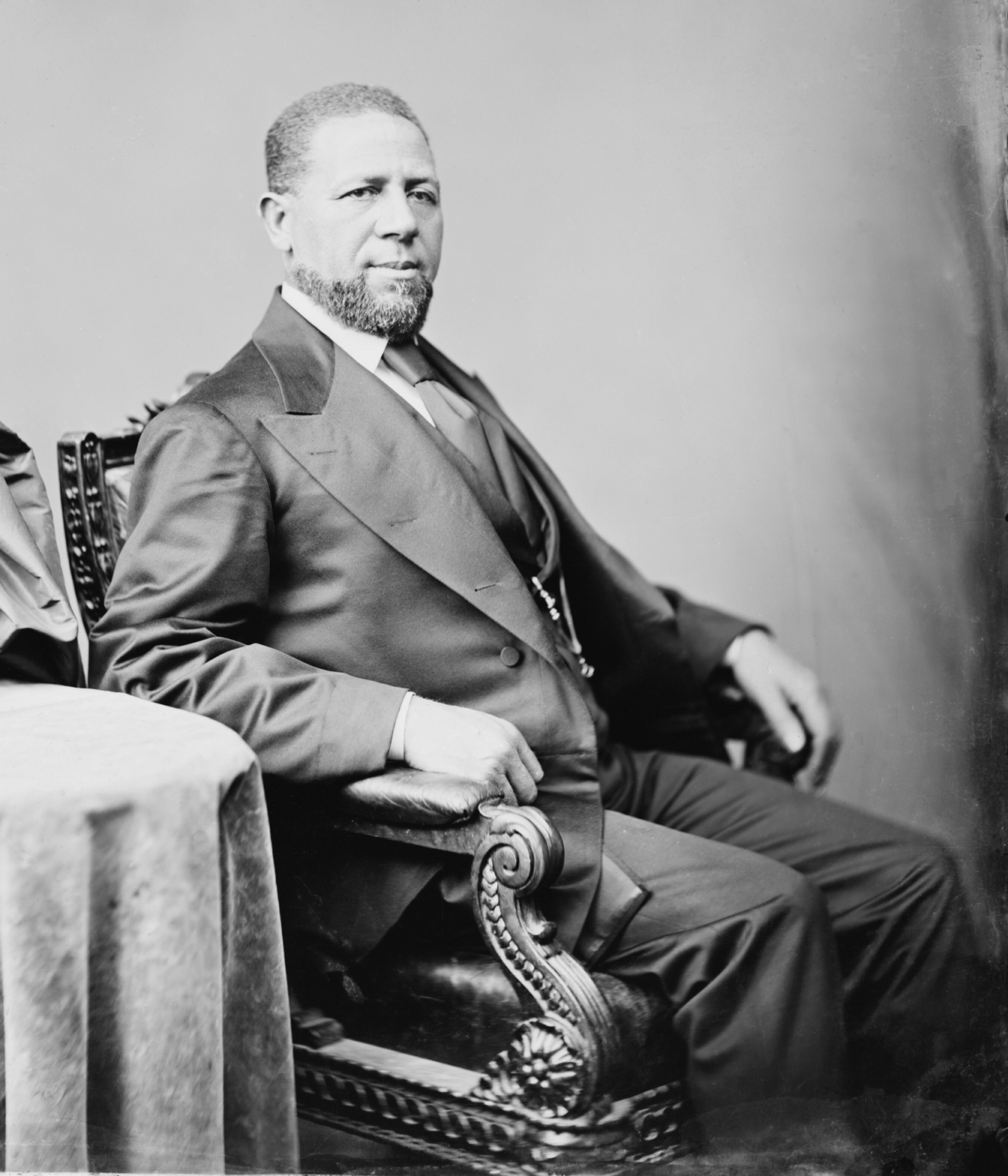
Hiram Rhodes Revels diventa il primo membro nero del Senato nel 1870.

Si indica con era della Ricostruzione il periodo tra il proclama di emancipazione del presidente degli Stati Uniti d'America Abraham Lincoln, entrato in vigore il 1º gennaio 1863, e il compromesso del 1877.
Le principali questioni affrontate da Lincoln erano lo status giuridico degli ex schiavi, la lealtà e i diritti civili degli ex ribelli, lo status politico degli undici Stati ex confederati, i poteri del governo federale necessari per prevenire un'eventuale nuova guerra civile ed infine la questione se fosse il Congresso oppure il Presidente l'organo decisionale più importante.
Le gravi minacce costituite dalla fame e dalla migrazione interna degli ex schiavi rimasti disoccupati vennero affrontate dalla prima grande agenzia federale di soccorso, il "Freedmen's Bureau", gestito dall'esercito.
Furono approvati tre "emendamenti della Ricostruzione" per aumentare i diritti civili degli afroamericani; il XIII emendamento della Costituzione bandì definitivamente la schiavitù, il XIV emendamento garantì uguali diritti per tutti e la cittadinanza per i neri, il XV emendamento ostacolò la privazione dei diritti politici ai neri.

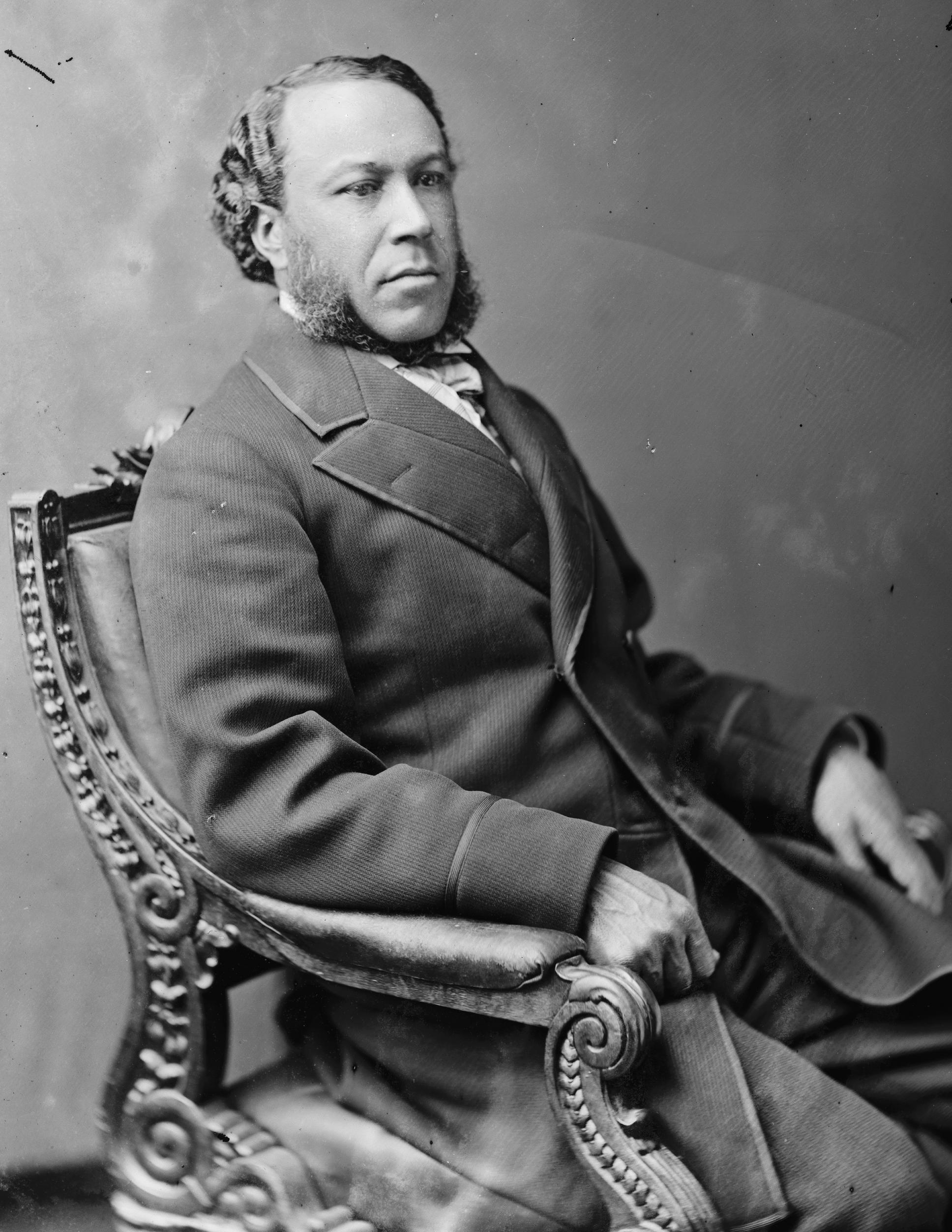
Joseph Rainey, il primo membro nero della Camera dei rappresentanti. Foto di Mathew B. Brady.

Di utilità più immediata risultarono le leggi approvate dal Congresso per consentire al governo federale, attraverso il nuovo Dipartimento di Giustizia e i tribunali federali, di far applicare i diritti civili anche se i governi statali avessero ignorato la questione. Tra queste leggi vi sono gli Enforcement Acts del 1870-71 e i Civil Rights Act del 1875.
Gli ex Confederati conservarono il controllo di tutti gli Stati Uniti meridionali per più di due anni, ma questa situazione cambiò quando i repubblicani radicali acquisirono la maggioranza del Congresso a seguito delle elezioni per la Camera dei rappresentanti del 1866. Il presidente Andrew Johnson, che era succeduto a Lincoln dopo la sua uccisione e che cercava di reintegrare rapidamente gli ex stati ribelli al corpo della nazione, rimase praticamente bloccato; riuscì a sfuggire per un solo voto all'impeachment da parte del Congresso e alla conseguente rimozione dall'incarico.

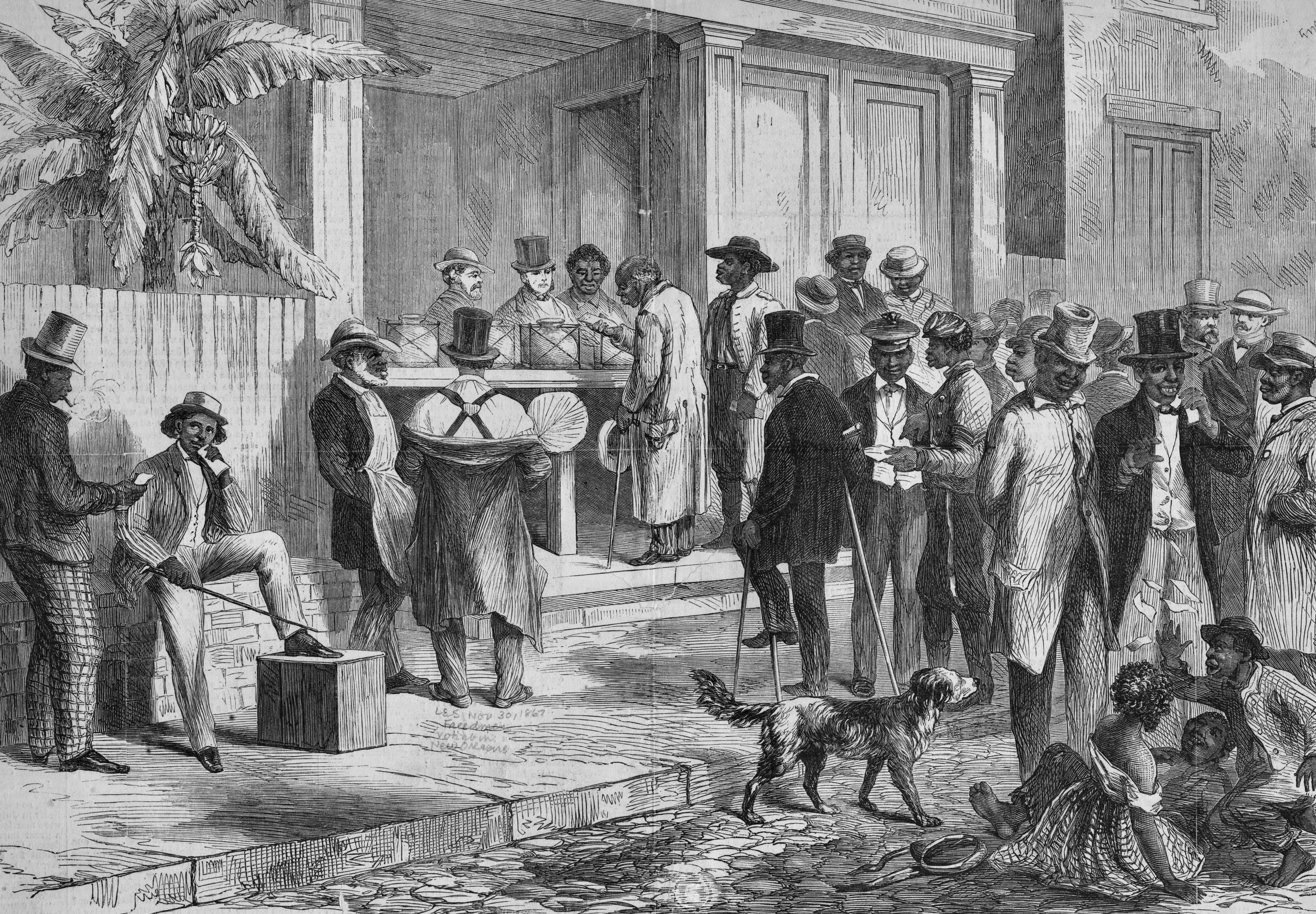
Stampa del 1867 che mostra gli schiavi liberati mentre votano a New Orleans.

Il Congresso garantì definitivamente i diritti politici agli afroamericani e sospese temporaneamente dalle loro cariche molti leader confederati, limitandone i diritti politici. I nuovi governi repubblicani giunsero al potere fondandosi su una coalizione comprendente gli ex schiavi, i carpetbagger e gli scalawag e venendo sostenuti direttamente dall'esercito unionista; gli oppositori furono invariabilmente accusati di corruzione e vennero rimossi dai loro incarichi. La coalizione democratico-conservatrice perse così uno dopo l'altro tutti gli Stati del profondo Sud, fino a quando non ne riacquistò il controllo grazie a ripetuti atti di violenza e brogli elettorali dopo il 1877.
In risposta all'era della Ricostruzione dominata dai radicali, nel 1867 si formò il Ku Klux Klan, come società segreta volta ad ottenere la supremazia del "potere bianco", in netta opposizione ai diritti civili degli afroamericani e alle leggi dei Repubblicani. L’applicazione vigorosa del Civil Rights Act del 1871, voluto da Ulysses S. Grant, marginalizzò però ben presto il Klan fino al suo scioglimento. Ma a partire dalle elezioni presidenziali del 1868 in molti degli Stati Uniti meridionali si verificarono sempre più frequenti atti di violenza e intimidazione volti a limitare, fino alla completa soppressione, il voto nero. I cosiddetti "Rifle clubs" (Club del fucile) ebbero migliaia di affiliati. Nel 1874 iniziarono ad emergere gruppi apertamente paramilitari come la " White League" (Lega bianca) e le "Red Shirts" (Camicie rosse) i quali operarono attraverso minacce e violenze per la soppressione del voto nero e per ostacolare il Partito Repubblicano, con l'intento di riconquistare il potere politico in tutto il Sud. Erano definiti il "braccio militare del partito Democratico".
La Ricostruzione terminò con le elezioni presidenziali del 1876 che videro il candidato repubblicano Rutherford Hayes vincere di stretta misura su quello democratico Samuel Tilden. Grazie ad un compromesso per superare l'ostruzionismo alla ratifica della sua vittoria, Hayes fu proclamato eletto; il governo federale fece però ritirare le proprie truppe dal Sud, abbandonando in sostanza gli afroamericani nelle mani dei conservatori democratici bianchi, che così poterono riacquistare il potere dei governi statali sudisti.

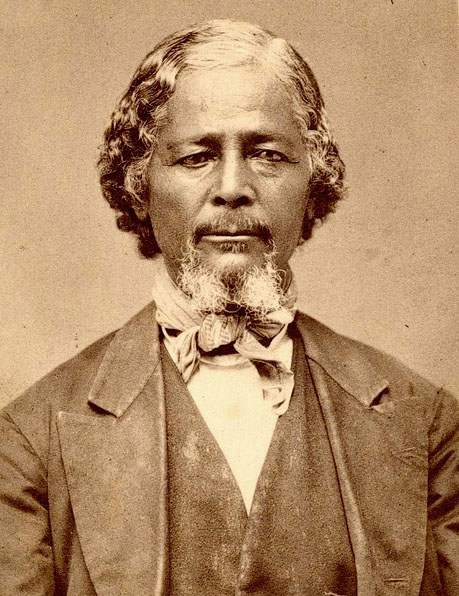
Benjamin "Pap" Singleton, uno dei promotori dell'exoduster.

## Esodo in direzione del Kansas
Con la fine della "Ricostruzione" molti neri incominciarono a temere il Ku Klux Klan, la "White League" e le leggi Jim Crow che continuavano a renderli cittadini di seconda classe. Motivati da figure importanti come Benjamin "Pap" Singleton ben 40.000 afroamericani lasciarono il profondo Sud per stabilirsi in Kansas, Oklahoma e Colorado. Si trattò della prima grande migrazione afroamericana dopo la guerra civile: gli emigranti furono soprannominati exoduster.
Negli anni 1880 i neri riuscirono ad acquistare più di 20.000 ettari di terra nell'ex territorio del Kansas e la maggior parte degli insediamenti costruiti in questo periodo (ad esempio Nicodemus, fondata nel 1877) esistono ancora oggi. Un buon numero di neri abbandonarono le terre sudiste con la convinzione di realizzare facilmente la traversata, ma rimasero bloccati a Saint Louis; le chiese nere della città, insieme all'opera di filantropia svolta da varie personalità dell'Est, diedero vita al "Colored Relief Board" e al "Kansas Freedmen's Aid Society" per fornire aiuto a coloro che erano rimasti "incagliati" a Saint Louis, nel tentativo di farli giungere sani e salvi fino in Kansas.
Un gruppo particolare fu il "Kansas Fever Exodus", che consistette in 6.000 neri che si stavano trasferendo dal Mississippi, dalla Louisiana e dal Texas verso il Kansas. Molti di loro si decisero a lasciare la Louisiana quando la Convenzione costituzionale statale decise nel 1879 che il diritto di voto era una questione riguardante lo Stato e non il governo federale; in questo modo si cercava di bloccare la piena conquista dei diritti politici da parte della popolazione nera.
L'esodo non venne universalmente elogiato dagli afroamericani, lo stesso Frederick Douglass fu critico nei suoi confronti; egli ritenne che il movimento di massa avvenisse in un momento inopportuno e che fosse troppo disorganizzato. 

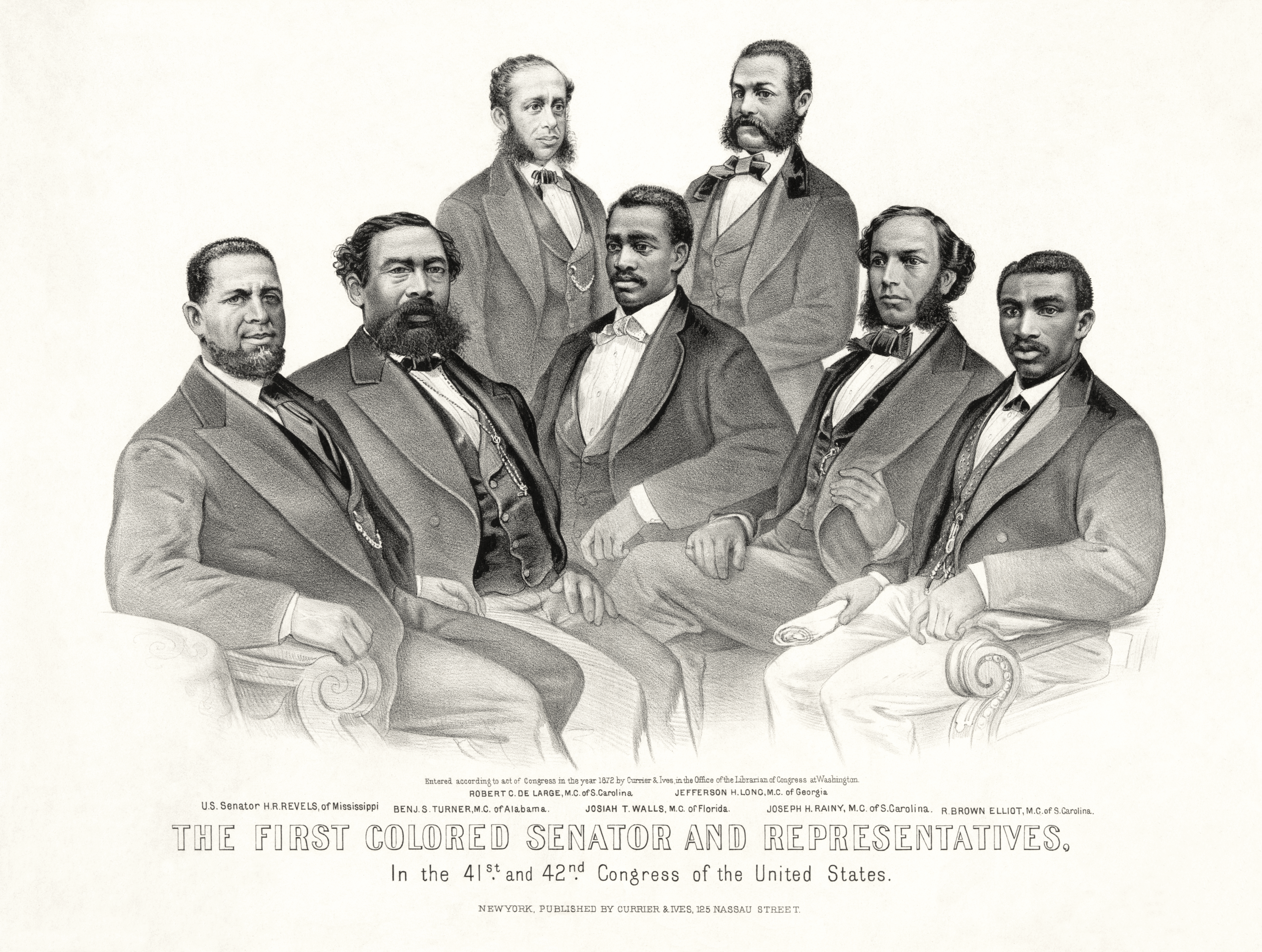
I primi senatori e deputati afroamericani nel 1872: Hiram Rhodes Revels, Benjamin Sterling Turner, Robert C. De Large, Josiah Thomas Walls, Jefferson Franklin Long, Joseph Rainey e Robert Brown Elliott.

## Organizzazione politica
I neri del Sud ottennero il diritto di voto nel 1867 e iniziarono ad aderire al neonato Partito Repubblicano. L'organismo tipico di affiliazione divenne l'"Union League", una società segreta organizzata localmente anche se promossa dagli esponenti repubblicani nazionali. Lo storico Eric Foner riferisce che "alla fine del 1867 sembrava che quasi tutti gli elettori neri del Sud si fossero iscritti all'Union League, alla Loyal League o ad una qualche organizzazione politica locale equivalente. Le riunioni erano generalmente tenute in una chiesa o in una scuola nera".
Le Union League promossero organizzazioni simili a milizie in cui i neri si unirono per proteggersi dalle aggressioni; ai membri venne proibito di votare per il partito Democratico, che prendeva le difese dei bianchi americani sudisti. Le Union League e gruppi simili furono violentemente assalite dal Ku Klux Klan dopo il 1869 e in gran parte si dissolsero. Più tardi gli sforzi compiuti per rilanciarle fallirono.
I religiosi neri costituirono gran parte della leadership politica afroamericana, insieme ai nuovi arrivati che erano uomini liberi al Nord prima della guerra. In molte città furono creati giornali rivolti ad un pubblico nero, i quali spiegavano le questioni da affrontare e aiutavano la formazione di una comunità.

### Frazionamento Repubblicano
Stato dopo Stato in tutto il profondo Sud cominciò ad emergere una polarizzazione all'interno del Partito Repubblicano, con i neri e i loro alleati carpetbagger che formarono la fazione "Black-and-tan", fautrice dell'integrazione di eletti neri nelle cariche pubbliche, in opposizione con la "all-white-lily", che preferiva mantenere solo bianchi nelle cariche pubbliche, capitanata dagli scalawag locali. Tali termini sono divenuti comuni dopo il 1888, ad un decennio abbondante dalla fine dell'era della Ricostruzione.
I neri costituivano la maggioranza degli elettori repubblicani, ma riuscirono ad ottenere solo in minima parte nomine a incarichi pubblici; cominciarono pertanto a reclamare una maggior attenzione nei loro confronti. Hahn spiega i passi che compirono: "le richieste dei neri... cominciò a rivolgersi al potere politico locale per ottenere una propria indipendenza, costruendosi in tal maniera una nuova identità politica. I lavoratori neri chiedevano risultati ai leader bianchi del partito. Si adoperarono per controllare la macchina del partito a livello di contea e di distretto. Respinsero i bianchi in cerca di una carica pubblica e li sostituirono con dei neri. Stilarono liste elettorali totalmente nere".
L'elemento nero e mulatto solitamente vinse la battaglia delle fazioni, ma poiché gli scalawag perdevano le battaglie interne al partito molti bianchi iniziarono a votare per i Democratici conservatori; il Partito Repubblicano divenne ben presto "più nero di quanto non fosse mai stato prima" in quanto perse buona parte degli elettori bianchi. L'autore Michael Les Benedict scrive che "ogni storia moderna della Ricostruzione sottolinea il contributo della spaccatura interna al crollo del Partito Repubblicano nel sud"". In termini di questioni razziali Sarah Woolfolk Wiggins sostiene che "i Repubblicani bianchi, così come i Democratici, sollecitavano i voti neri, ma erano assai riluttanti a ricompensarli con nomine ufficiali a meno che ciò non risultasse strettamente necessario, ed anche allora riservando le posizioni più elevate ai bianchi. I risultati erano prevedibili: queste azioni di mediazione non soddisfecero né i Repubblicani neri né quelli bianchi. La fatale debolezza del Partito Repubblicano in Alabama, come altrove nel Sud, è stata la sua incapacità di creare un partito politico essenzialmente bi-razziale. Anche quando furono al potere, anche se per un breve periodo, non riuscirono a proteggere i loro membri dal terrorismo praticato dai democratici. I repubblicani dell'Alabama si trovavano costantemente sulla difensiva, sia verbalmente sia fisicamente".

### Populismo
Nel 1894 un'ondata di disordini tra i coltivatori attraversò le regioni del cotone e del tabacco degli Stati Uniti meridionali. L'impatto più drammatico fu nella Carolina del Nord, dove i contadini bianchi poveri, base del Partito del Popolo, diedero vita a una "coalizione per il lavoro" con il Partito Repubblicano, a quel tempo controllato in gran parte dagli afroamericani nel Sud e dai bianchi nei distretti montani. Riuscirono ad avere la maggioranza al parlamento statale sia nel 1894 sia nel 1896 e conquistarono la carica di governatore della Carolina del Nord nel 1897. Il governo statale abbassò i requisiti di proprietà, espandendo i diritti di voto per la maggioranza bianca dello Stato e per i neri. Nel 1895 il parlamento premiò la sua base elettorale nera con cariche pubbliche, nominando 300 magistrati afroamericani nei distretti orientali e vicesceriffi e poliziotti nelle maggiori città. Altre nomine pubbliche di neri furono decise sia dal Congresso sia dal governatore.
Fortemente determinati a riconquistare il potere, i bianchi democratici misero in moto una campagna propagandistica basata sul potere bianco e sui timori della mescolanza razziale; questa campagna portò al successo nelle elezioni del 1898. I Democratici ripresero così il controllo della Carolina del Nord. Wilmington, la città più grande e con una maggioranza nera, elesse però un'amministrazione fusionista birazziale, con un sindaco e due terzi del consiglio bianchi. I Democratici avevano già progettato di rovesciare il governo se avessero perduto le elezioni e scatenarono una vera e propria insurrezione armata. I funzionari afroamericani e i loro alleati furono costretti alla fuga e i Democratici attaccarono l'unico giornale nero dello Stato; bande terroriste di bianchi americani assalirono le aree nere della città uccidendo e ferendo molte persone, distruggendo abitazioni e attività costruite dopo la guerra civile. Circa 2.100 neri lasciarono la città in maniera permanente, facendola tornare ad una maggioranza bianca. Non vi furono ulteriori rivolte negli altri Stati Uniti meridionali che avevano una coalizione populista-nera a livello statale. Nel 1899 il parlamento statale bianco della Carolina del Nord, dominato dai democratici, approvò un emendamento elettorale che toglieva i diritti politici alla maggior parte dei neri. In gran parte, non avrebbero recuperato il potere di voto fino all'approvazione del Voting Rights Act federale del 1965.

## Condizioni socio-economiche
La grande maggioranza dei neri in questo periodo erano agricoltori. Tra di essi vi erano quattro gruppi principali, tre dei quali lavoravano per i proprietari terrieri bianchi: affittuari di fattorie, coltivatori e operatori agricoli. Il quarto gruppo era costituito da neri che possedevano fattorie proprie e che rimanevano per una certa misura indipendenti dal controllo economico bianco.

### Elementi urbani
Il Sud aveva relativamente poche città di grandi dimensioni nel 1860, ma durante la guerra e soprattutto successivamente queste città ricevettero ondate di profughi sia bianchi che neri fuggiti dalle aree rurali. La crescente popolazione nera produsse una classe dirigente composta da religiosi, professionisti e uomini d'affari. Questi leader fecero tipicamente dei diritti civili una delle maggiori priorità. Naturalmente la gran maggioranza dei neri nell'America urbana non erano lavoratori specializzati e rimasero con qualifiche di basso livello.
Lo storico August Meier riferisce: "a partire dalla fine del 1880 si verificò un notevole sviluppo di banche e compagnie di assicurazioni rivolte agli afroamericani, di imprenditori e negozi di vendita al dettaglio neri.... Ciò accadde in un momento in cui barbieri, sarti, cuochi, conducenti di treni, fabbri e altri artigiani neri stavano perdendo i loro clienti bianchi. Dipendendo dalla clientela nera, i promotori delle nuove imprese sostennero naturalmente lo spirito di aiuto e di solidarietà razziale".

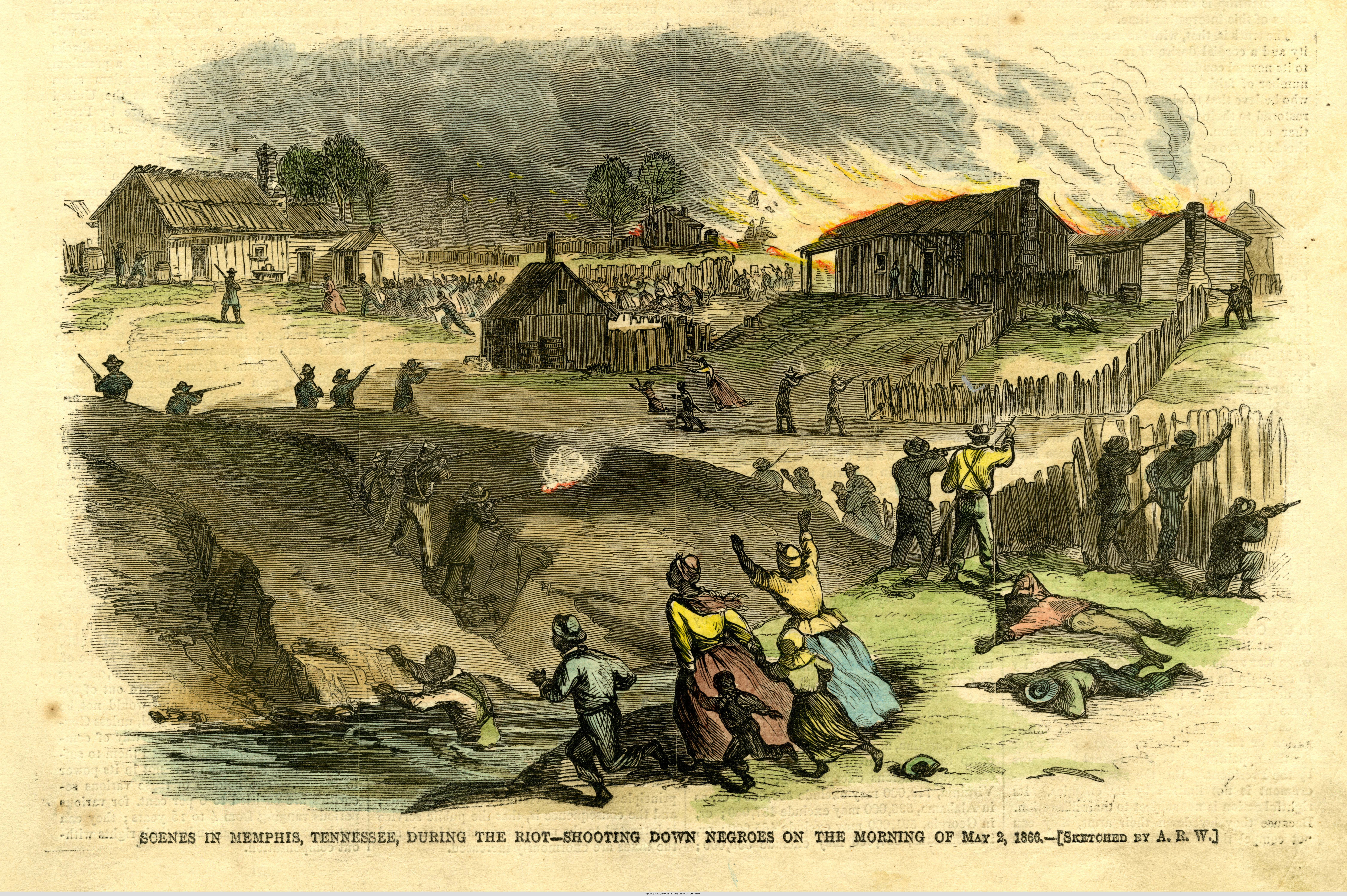
"I neri sotto attacco a Memphis", illustrazione di Harper's Weekly (1866).

### Memphis
Durante la guerra migliaia di schiavi scapparono dalle piantagioni rurali per dirigersi oltre le linee del fronte; l'esercito dell'Unione stabilì un campo di raccolta nei pressi di Memphis in Tennessee. Nel 1865 in città vi erano più di 20.000 neri, un numero sette volte maggiore rispetto ai 3.000 di prima della guerra. La presenza di soldati nordisti neri venne male accolta dai cattolici irlandesi americani, che si trovarono a competere sempre più con i neri per i lavori di manodopera non qualificata.
Nel 1866 si verificarono gravi disordini razziali in cui i bianchi attaccarono i neri; 45 afroamericani risultarono tra le vittime e quasi due volte di più feriti. Gran parte dei loro alloggi improvvisati vennero distrutti. Nel 1870 la popolazione nera diminuì fino a 15.000 su un totale di 40.226 abitanti.
Robert Reed Church (1839-1912), un ex schiavo, fu il primo milionario afroamericano degli Stati Uniti meridionali. Creò la propria ricchezza in gran parte attraverso la speculazione in proprietà immobiliari cittadine, soprattutto a seguito dello spopolamento dovuto alla grave epidemia di febbre gialla dl 1878. Fondò inoltre la prima banca nera di Memphis, assicurandosi che la comunità potesse usufruire di prestiti per aprire imprese commerciali. Si dedicò profondamente alla politica repubblicana locale e nazionale e favorì le nomine di afroamericani a cariche pubbliche. Suo figlio divenne a sua volta un importante politico cittadino. Robert, nella sua qualità di leader comunitario, fu un filantropo in numerose "giuste cause". Dopo il calo della popolazione, i neri acquisirono altre opportunità; furono assunti nella polizia come agenti di pattuglia e riuscirono a mantenere questa posizione fino al 1895, quando l'imposizione della segregazione razziale li costrinse ad abbandonare tutti i ruoli precedentemente conquistati.

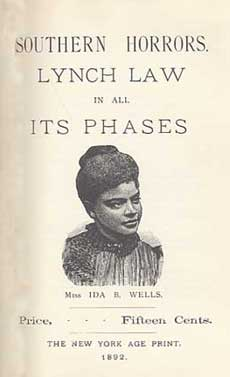
Copertina del pamphlet Southern Horrors: Lynch Law in All Its Phases di Ida B. Wells, la prima articolata documentazione storica sul linciaggio negli Stati Uniti.

A Memphis visse anche per un certo periodo di tempo Ida B. Wells, una delle esponenti di punta afroamericane del femminismo negli Stati Uniti nonché la prima studiosa critica del linciaggio.

### Atlanta
Atlanta, la capitale delle Georgia, rimase devastata dalla guerra di secessione americana, ma in quanto importante centro ferroviario fu rapidamente ricostruito e iniziò ad attirare molti migranti rurali. Dal 1860 al 1870 la contea di Fulton, di cui Atlanta costituiva il centro, vide più che raddoppiata la sua popolazione (da 14 a 33.000 persone). Secondo uno schema che si vide in tutto il Sud, molti schiavi liberati si trasferirono dalle piantagioni in città per poter lavorare e poter formare proprie comunità: la contea passò dal 20,5% di neri nel 1860 al 45,7% del 1870. Atlanta diventò rapidamente una delle maggiori sedi nazionali dell'istruzione afroamericana. La facoltà e gli studenti fornirono un ambiente di supporto per le discussioni sui diritti civili e l'attivismo; la prima Università d'Atlanta venne fondata nel 1865, mentre il precursore del Morehouse College fu inaugurato due anni dopo e la Clark Atlanta University nel 1869. Lo Spelman College aprì i battenti nel 1881 e il Morris Brown College nel 1885: tutto questo rappresentò uno dei molti fattori che aiutarono la creazione di una delle élite afroamericane più antiche e solide dell'intera nazione.

### Filadelfia
Filadelfia, la città più importante della Pennsylvania, era uno dei più grandi conglomerati urbani a nord della linea Mason-Dixon e attirò molti neri liberi prima della guerra civile; vivevano generalmente nei quartieri Southwark e Moyamensing. Nel corso degli anni 1890 avevano una reputazione negativa in termini di criminalità, povertà e mortalità.

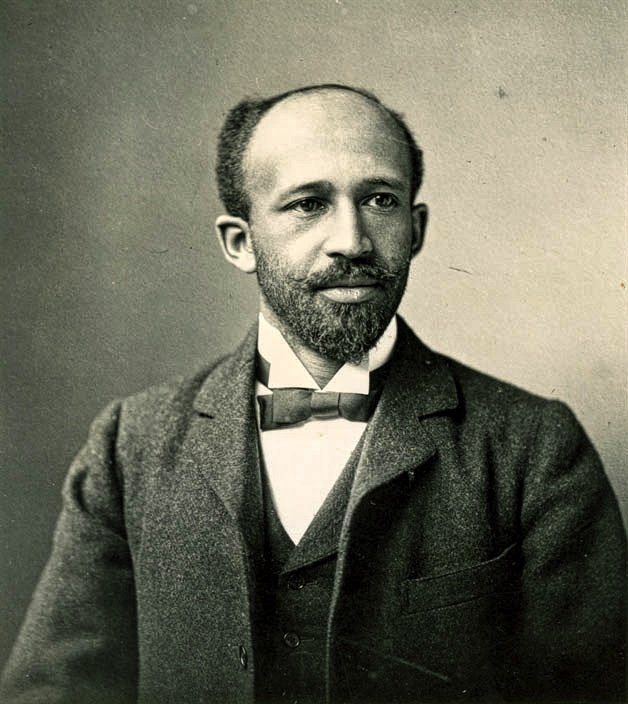
Il sociologo William Edward Burghardt Du Bois nel 1907.

William Edward Burghardt Du Bois nel suo pionieristico studio di sociologia intitolato The Philadelphia Negro (1899) confutò gli stereotipi assai diffusi con prove sperimentali; adattò il suo approccio alla segregazione razziale e al suo impatto negativo sulla vita e sulla reputazione degli afroamericani. I risultati ottenuti condussero Du Bois a pensare che solo tramite l'integrazione razziale si sarebbe arrivati all'uguaglianza.

## Istruzione
La comunità afroamericana s'impegnò in una battaglia a lungo termine per le scuole pubbliche di qualità. La storica Hilary Green dice che "non era solo una lotta per l'accesso all'alfabetizzazione e all'istruzione, ma anche una battaglia per la libertà, la cittadinanza e un nuovo ordine sociale del dopoguerra". La comunità nera e i suoi sostenitori bianchi del Nord sottolinearono il ruolo critico che poteva assumere l'istruzione, in quanto unica solida base per stabilire l'uguaglianza sociale nel campo dei diritti civili e politici. Leggi che ostacolavano l'istruzione sia degli schiavi sia dei neri liberi erano in vigore in molti degli Stati Uniti meridionali fin dagli anni 1830. L'analfabetismo diffuso rendeva urgente porre tra le priorità per gli afroamericani la creazione di nuove opportunità di scolarizzazione e l'istituzione di sostegni pubblici per i bambini neri finanziati dalle tasse statali. Vari Stati adottarono leggi adeguate durante l'era della Ricostruzione, ma le loro attuazioni rimasero carenti nella maggior parte delle aree rurali e con risultati ineguali nei centri urbani. In seguito i finanziamenti furono limitati, ma i neri locali e i gruppi religiosi nazionali e filantropici diedero una mano.
Gli insegnanti delle scuole pubbliche integrate erano bianchi del luogo, verso i quali gli studenti neri provavano una grande sfiducia. La leadership nera generalmente sostenne le scuole separate per bianchi e neri; essa richiese dirigenti e professori neri o (nelle scuole private) bianchi fortemente motivati e appoggiati dalle chiese del Nord. L'istruzione pubblica rimase segregata in tutto il Sud fino alla metà degli anni cinquanta del XX secolo. New Orleans costituì una parziale eccezione; fin dalla Ricostruzione le sue scuole furono integrate razzialmente.
Il "Freedmen's Bureau" tra il 1865 e il 1877 contribuì ad aprire un migliaio di scuole in tutto il Sud per i bambini neri utilizzando i fondi federali; le iscrizioni furono numerose ed entusiastiche. Nel complesso vennero spesi 5 milioni di dollari per la loro istituzione e già alla fine del 1865 più di 90.000 schiavi liberati si erano iscritti come studenti. Il programma curricolare assomigliava a quello delle scuole del Nord; tuttavia con la fine della Ricostruzione i finanziamenti statali si ridussero notevolmente e le strutture rimasero piuttosto povere.
Molti educatori furono donne Yankee ben istruite e motivate dalla religione e dall'abolizionismo; per la metà circa furono bianchi del Sud, per un terzo neri e per un sesto bianchi settentrionali. Gli uomini neri erano poco di più rispetto alle donne; lo stipendio era la motivazione principale, tranne che per i nordisti i quali erano tipicamente sovvenzionati dalle organizzazioni settentrionali ed avevano uno stimolo umanitario. Del gruppo solamente la parte afroamericana mostrò uno spiccato impegno verso l'uguaglianza razziale e furono tra coloro che ebbero maggiori probabilità di rimanere a fare gli insegnanti.

### Istruzione secondaria e universitaria
Quasi tutti i college del Sud rimasero strettamente segregati; una manciata di università settentrionali cominciò ad accettare gli studenti neri. Le scuole private vennero istituite in tutto il Sud da chiese, soprattutto settentrionali, per fornire istruzione dopo la scuola elementare. Si concentrarono sugli istituti superiori e fornirono in piccola parte istruzione di livello universitario. Le rette di iscrizione erano minime, quindi le chiese nazionali e locali spesso sostenevano finanziariamente le scuole e sovvenzionavano anche alcuni insegnanti. La più grande organizzazione dedicata a tale scopo fu l'"American Missionary Association", sostenuta principalmente dalla Chiese congregazionalista del New England.
Nel 1900 chiese o organizzazioni settentrionali di aiuto operavano in 247 scuole per i neri in tutto il Sud, con un bilancio di circa un milione di dollari; impiegavano 1600 insegnanti e avevano 46.000 studenti. A livello universitario le più importanti istituzioni private furono l'Università Fisk di Nashville in Tennessee, la Clark Atlanta University e la Hampton University in Virginia. Qualcuna fu fondata anche negli Stati del nord. La Howard University fu una scuola federale con sede a Washington.
Nel 1890 il Congresso ampliò il piano di sovvenzione all'istruzione agricola (land-grant) per includervi anche il sostegno federale alle università finanziate dagli Stati nel Sud. Richiese agli Stati che avevano un sistema di istruzione segregato di istituire scuole nere inquadrate come college land-grant, di modo che tutti gli studenti avrebbero potuto avere l'opportunità di studiare in tali luoghi. Lo "Hampton Normal and Agricultural Institute" divenne di importanza nazionale poiché stabilì i canoni dell'istruzione industriale. Un'influenza ancora maggiore ebbe la "Tuskegee Normal School for Colored Teachers" fondata nel 1881 dallo Stato dell'Alabama e guidata dall'ex studente di Hampton Booker T. Washington fino alla sua morte, avvenuta nel 1915. A parte qui, nel 1900 vi erano pochi studenti neri iscritti all'istruzione superiore. Solo 22 neri si erano laureati al college prima della guerra civile. L'Oberlin College di Oberlin (Ohio) fu un pioniere in questo senso; nel 1844 laureò il primo studente nero. Il numero di laureati neri crebbe rapidamente: 44 nel corso degli anni 1860; 313 negli anni 1870; 738 negli anni 1880; 1126 negli anni 1890 ed infine 1613 nel decennio 1900-1909. Divennero dei professionisti; il 54% insegnanti; il 20% ministri religiosi; altri furono medici, avvocati o redattori. Avevano un reddito medio di circa 15.000 dollari. Molti fornirono supporto intellettuale e organizzativo per progetti civili, in particolare per attività nel campo dei diritti civili a livello locale. Anche se le scuole e il corpo insegnante rimasero generalmente miste maschili e femminili, gli storici fino a poco tempo hanno sempre ignorato in gran parte il ruolo delle donne sia come studentesse sia come insegnanti.

### Finanziamenti e filantropia
I finanziamenti per l'istruzione dei neri nel Sud provenivano da molteplici direzioni. Dal 1860 al 1910 le confessioni religiose e filantropiche contribuirono con circa 55 milioni di dollari; i neri attraverso le loro chiese contribuirono con oltre 22 milioni di dollari; gli Stati meridionali spesero circa 170 milioni di dollari sulle scuole nere e circa sei volte la somma per le scuole bianche.
Molta della filantropia proveniente dai ricchi settentrionali si concentrò sull'educazione dei neri nel Sud. Di gran lunga il più ricco tra i primi finanziamenti provenne dal "Peabody Education Fund"; il denaro venne donato da George Peabody, un bianco originario del Massachusetts che fece fortuna a Baltimora e a Londra. Diede 3,5 milioni di dollari per "incoraggiare l'educazione intellettuale, morale e industriale dei bambini poveri degli Stati del Sud".

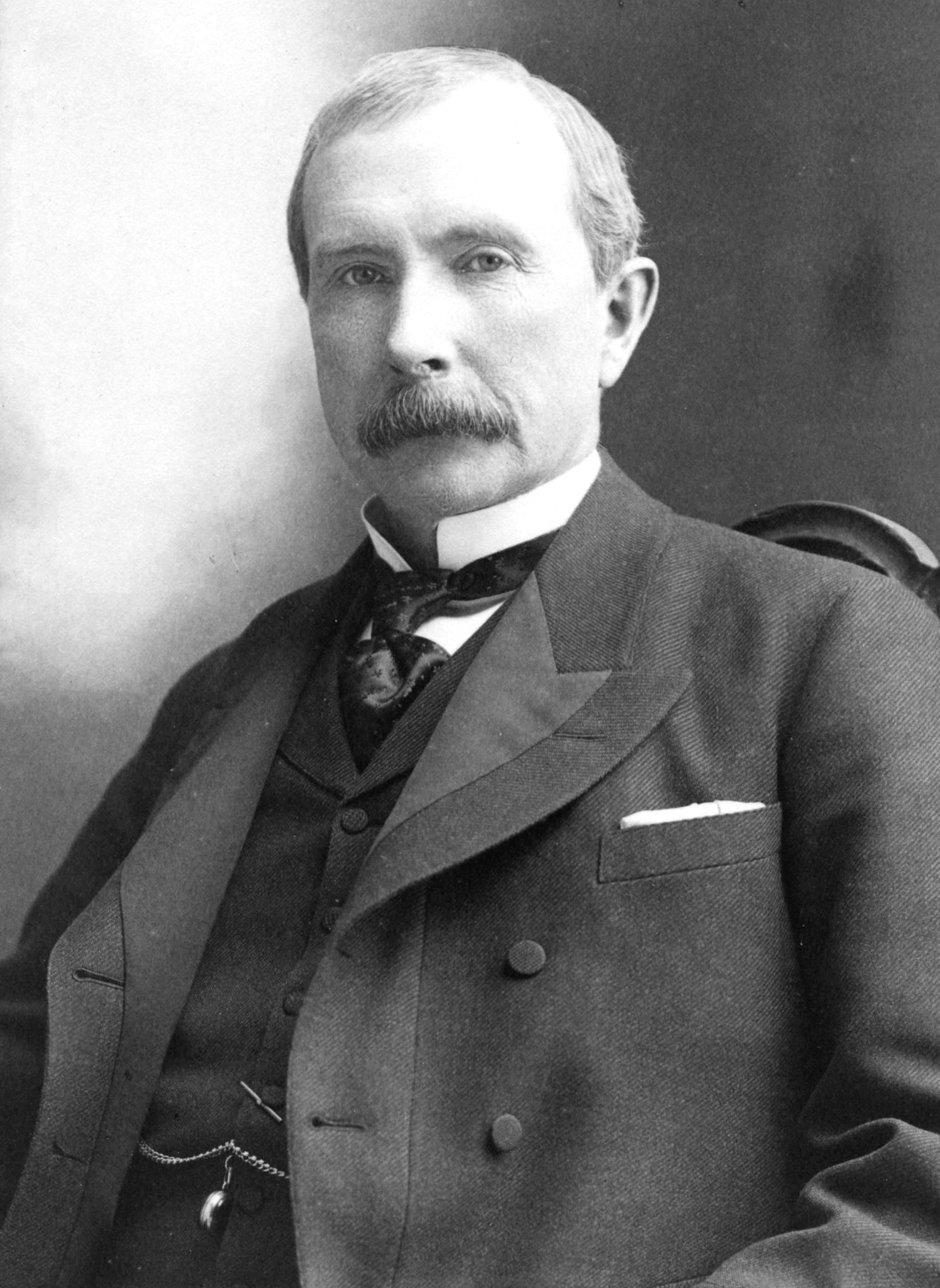
John Davison Rockefeller fece donazioni milionarie a favore delle scuole afroamericane.

Il fondo intitolato a John F. Slater, per l'istruzione dei liberti, venne creato nel 1882 con 1,5 milioni di dollari per "far progredire la popolazione legalmente emancipata degli Stati del Sud e la loro posterità". Dopo il 1900 somme ancora maggiori provennero dal "General Education Board" di John Davison Rockefeller, da Andrew Carnegie e dal "Rosenwald Fund" di Julius Rosenwald.
Nel 1900 la popolazione nera negli Stati Uniti raggiunse gli 8,8 milioni, in gran parte ancora stanziata nel meridione rurale. La popolazione in età scolare era di 3 milioni; metà di loro andava a scuola. I loro insegnanti erano 28.600, la grande maggioranza dei quali nera. La scuola (sia per i bianchi sia per i neri) rimaneva orientata all'insegnamento della lettura, della scrittura e dell'aritmetica (le cosiddette tre R: reading, writing, arithmetic) ai bambini più piccoli. Vi erano solo 86 scuole superiori per i neri in tutto il sud, più 6 nel Nord. Queste 92 scuole avevano 161 insegnanti uomini e 111 donne; con 5.200 studenti nei vari gradi. Nel 1900 soltanto 646 neri si diplomarono.

## Religione
Le chiese nere giocarono un ruolo di primo piano nel movimento per i diritti civili; fu il gruppo comunitario fondamentale intorno al quale i Repubblicani neri organizzarono la loro militanza. La grande maggioranza delle chiese nere del battismo e del metodismo divennero rapidamente indipendenti dalle confessioni nazionali o regionali prevalentemente bianche, dopo il 1865. Le congregazioni battiste istituirono le proprie associazioni e organismi. I loro ministri diventarono i portavoce politici delle loro comunità. Le donne nere trovarono il proprio spazio nelle organizzazioni appoggiate dalle chiese, dai cori ai progetti missionari alle scuole religiose e domenicali.
A San Francisco vi erano tre chiese nere nei primi anni 1860; tutte cercavano di rappresentare gli interessi della comunità afroamericana, fornendo una guida spirituale, un aiuto organizzato per i bisognosi e combattendo contro i tentativi di negazione dei loro diritti civili. Trovarono un sostegno decisivo da parte del Partito Repubblicano locale. Negli anni 1850 i Democratici controllavano lo Stato e adottarono una legislazione razzista; anche se la schiavitù non esistette mai in California, le leggi erano particolarmente pesanti. I Repubblicani arrivarono al potere nei primi anni 1860 e respinsero l'esclusione e il razzismo. I leader repubblicani si unirono agli esponenti dell'attivismo nero per vincere la battaglia sui diritti legali, in particolare per quanto riguardava il diritto di voto, il diritto di frequentare le scuole pubbliche, la parità di trattamento nei trasporti pubblici e la parità di accesso al sistema giudiziario.
I neri americani, una volta liberati dalla schiavitù, risultarono molto attivi nel formare le proprie chiese, la maggior parte delle quali battiste o metodiste, e nel dare ai loro ministri dei ruoli sia morali che politici. In un processo di auto-segregazione, praticamente tutti i neri abbandonarono le chiese bianche, al punto che rimasero poche congregazioni non segregate (ad eccezione di alcune chiese cattoliche in Louisiana). Quattro organizzazioni principali si fecero concorrenza nel Sud per formare nuove chiese metodiste composte da neri liberi; furono la Chiesa episcopale metodista africana, fondata a Filadelfia; la Chiesa episcopale metodista africana di Sion, fondata a New York; la Chiesa episcopale metodista cristiana (appoggiata dalla Chiesa episcopale metodista del Sud) e la neonata Chiesa episcopale metodista. Nel 1871 quest'ultima aveva 88.000 membri neri nel Sud e aveva aperto per loro numerose scuole.
I neri durante tutto il periodo dell'era della Ricostruzione furono politicamente l'elemento centrale del Partito Repubblicano e i ministri battisti e metodisti ricoprirono un importante ruolo politico. Essi potevano essere più schietti perché non dipendevano più in modo sostanziale dal sostegno bianco e questo a differenza degli insegnanti, dei politici, degli imprenditori e degli agricoltori affittuari.
Charles H. Pearce, un ministro metodista episcopale della Florida, spiegò nel corso di un sermone: "un uomo in questo Stato non può fare tutto il suo dovere di ministro se non si preoccupa anche degli interessi politici del suo popolo". Vennero eletti oltre cento ministri neri nei parlamenti statali durante la Ricostruzione; molti di loro furono eletti al Congresso e uno, Hiram Rhodes Revels, al Senato.

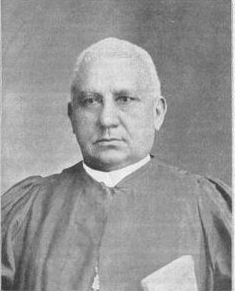
Il vescovo Henry McNeal Turner contribuì alla costruzione dell'orgoglio afroamericano proclamando nei propri sermoni che "Dio è un Negro".

### Metodisti
La chiesa nera meglio organizzata e più attiva fu la Chiesa episcopale metodista africana (AME). In Georgia il vescovo Henry McNeal Turner (1834-1915) divenne uno dei principali portavoce delle richieste di giustizia e di uguaglianza; fu pastore, scrittore, redattore di giornali, oratore, politico, cappellano dell'esercito e uno dei leader chiave dell'organizzazione metodista nera emergente in Georgia e nel sud-est. Nel 1863 fu nominato primo cappellano nero tra le truppe afroamericane degli Stati Uniti. Successivamente venne nominato al "Freedmen's Bureau" della Georgia. Turner si stabilì a Macon e venne eletto nel 1868 al parlamento statale durante la Ricostruzione; fondò molte chiese in tutta la Georgia. Nel 1880 fu eletto come primo vescovo meridionale della AME dopo una feroce battaglia all'interno della confessione. Combatté strenuamente contro le leggi Jim Crow.
Fu anche il leader del nazionalismo nero e promosse l'emigrazione in Africa. Credeva nella separazione delle razze. Diede il via ad un movimento a sostegno della colonia afroamericana in Liberia. Contribuì alla costruzione dell'orgoglio afroamericano proclamando che "Dio è un Negro".
Vi fu anche una seconda chiesa metodista totalmente nera, la "Chiesa episcopale metodista africana di Sion" (AMEZ); essa rimase più piccola dell'AME perché alcuni dei suoi ministri non ebbero l'autorizzazione a celebrare matrimoni e molti di loro evitavano di assumere ruoli politici. Le sue risorse finanziarie erano inferiori e in generale la sua leadership non divenne mai forte quanto quella dell'AME. Tuttavia fu la prima tra tutte le chiese protestanti a istituire l'ordinazione femminile e non mancò di attribuire alle donne ruoli autorevoli. Un dei suoi rappresentanti più influenti fu il vescovo James Walker Hood (1831-1918) della Carolina del Nord. Non solo creò e promosse la sua rete di chiese AMEZ nel proprio territorio, ma fu anche il grande maestro dell'intero sud per la massoneria Prince Hall, un'organizzazione secolare che rafforzò i legami politici ed economici all'interno della comunità nera.

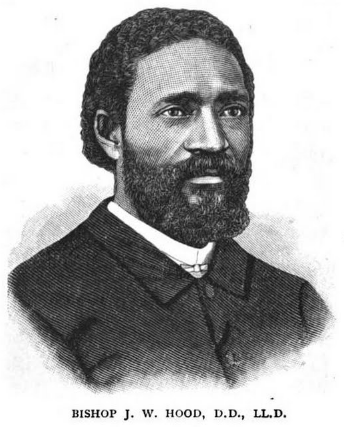
Il vescovo James Walker Hood.

Oltre a tutte le chiese nere molti metodisti afroamericani erano associati alla Chiesa metodista settentrionale; altri invece alla "Chiesa episcppale metodista cristiana"; questa rimase un organo della "Chiesa metodista del Sud" bianca. Nella generalità dei casi però i ministri neri più politicamente attivi furono gli affiliati all'AME.

### Battisti
I battisti neri si distaccarono dalle chiese bianche e formarono organizzazioni con funzioni operative proprie in tutto il Sud, creando rapidamente associazioni statali e regionali. A differenza dei metodisti, che avevano una struttura gerarchica guidata da vescovi, le chiese battiste erano in gran parte indipendenti l'una dall'altra, anche se amministravano risorse comuni per le attività missionarie, soprattutto quelle dell'Africa. Le donne afroamericane battiste lavoravano duramente per ricavarsi un ruolo parzialmente autonomo all'interno della chiesa.

### Chiese urbane
La grande maggioranza degli afroamericani in questo periodo continuò a vivere in zone rurali dove i servizi religiosi venivano tenuti in piccoli edifici improvvisati; solamente nelle città le chiese nere furono maggiormente visibili. Oltre alle loro regolari funzioni, le chiese urbane avevano numerose altre attività come ad esempio appuntamenti di preghiera, società missionarie, club femminili, gruppi giovanili, conferenze pubbliche e concerti musicali. Regolarmente organizzavano incontri aperti sia a fedeli sia a semplici interessati, che potevano durare anche diverse settimane e raccoglievano ampie folle, visibili e rumorose.
Numerose attività benefiche riguardavano la cura dei malati e dei bisognosi. Le chiese più grandi vararono programmi sistematici d'istruzione, oltre alle scuole domenicali e a gruppi di studio biblici; tennero lezioni di alfabetizzazione per poter consentire anche ai membri più anziani di leggere la Bibbia. Gli istituti scolastici privati come la Fisk University a Nashville spesso cominciarono le proprie attività nei seminterrati e negli scantinati delle chiese. L'istituzione religiosa sostenne anche l'attività imprenditoriale in difficoltà.
Molto importante fu il ruolo pubblico da loro assunto. Le chiese ospitarono incontri di protesta, raduni e convegni del Partito Repubblicano. Laici e ministri altamente rispettati negoziavano accordi politici e ricoprivano frequentemente cariche pubbliche, almeno fino all'adozione delle leggi che restrinsero i diritti politici dei neri attorno agli anni 1890.
Nel corso degli anni 1880 il proibizionismo fu una delle più grandi preoccupazioni politiche e ciò consentì in parte la collaborazione con i protestanti bianchi di idee simili. In ogni caso il pastore rimaneva l'artefice delle decisioni finali da intraprendere; il suo stipendio poteva andare da 400 fino ad un massimo di 1.500 dollari più l'alloggio, questo in un periodo in cui 50 centesimi giornalieri rappresentavano una buona retribuzione per i lavori manuali non qualificati.
Sempre più di frequente il metodismo raggiunse i laureati dei college, reclutando tra di loro molti seminaristi, mentre la maggior parte degli affiliati al battismo in questa fase ritenne che l'istruzione costituisse un fattore negativo che abbassava l'intensità religiosa e le abilità oratorie richieste per i loro ministri.
Dopo il 1910, quando si accelerò la grande migrazione afroamericana in direzione delle città maggiormente sviluppate industrialmente sia del Nord che del Sud, si assisté a una tendenza verso grandi chiese con migliaia di membri ed un personale regolarmente retribuito guidato da un predicatore influente. Allo stesso tempo vi furono numerose chiese "di frontiera" che avevano solo alcune decine di membri.

### Interpretazione religiosa della storia
Gli ex schiavi degli Stati Uniti meridionali profondamente religiosi intravidero la mano di Dio nella storia, che dimostrava tutta la propria ira per i loro peccati o in alternativa concedeva riconoscimenti per la loro sofferenza. Lo storico Wilson Fallin ha esaminato e confrontato i sermoni dei predicatori battisti bianchi e neri dopo la guerra civile. I predicatori bianchi del Sud dichiaravano che "Dio li aveva sopraffatti dando loro una missione speciale, per mantenere l'ortodossia, il rigore biblico, la pietà personale e le relazioni razziali tradizionali. La schiavitù, insistevano, non era stata un peccato. Piuttosto era l'emancipazione ad essere invece una tragedia storica e la fine dell'era della Ricostruzione era un chiaro segno del favore divino".
In netto contrasto i predicatori neri interpretarono la guerra di secessione come il "dono della libertà da parte di Dio. Essi apprezzavano l'opportunità di poter esercitare la loro indipendenza, di pregare a modo loro, di affermare i loro valori e la loro dignità e proclamare la paternità di Dio e la fratellanza universale. Tutto ciò soprattutto potendo costituire le proprie chiese, associazioni e gruppi politici. Queste istituzioni offrirono un forte aiuto e sostegno comunitario oltre che un miglioramento della loro razza, e fornivano luoghi in cui il Vangelo della liberazione poteva essere proclamato. Di conseguenza i predicatori neri continuavano ad insistere sul fatto che Dio li avrebbe protetti e aiutati; Dio sarebbe stato la loro roccia nel bel mezzo di una terra tempestosa".

## Deterioramento di status
Dopo 1880 le condizioni legali peggiorarono per i neri, i quali furono quasi impotenti a resistere. Gli alleati settentrionali repubblicani fecero uno sforzo nel 1890 nel tentativo fermare il deterioramento di status civile, giuridico e politico facendo ricorso a leggi federali, ma non riuscirono nel loro intento. Praticamente ogni Stato del profondo Sud approvò codici che imposero la segregazione razziale nella maggior parte dei luoghi pubblici. Queste leggi persistettero fino al 1964, quando furono abrogate dal Congresso. Sono oggi conosciute come le leggi Jim Crow. Gli stati del Sud nel periodo compreso tra il 1890 e il 1905 permisero solo a poco più del 2% degli afroamericani di votare, riducendo questo diritto sistematicamente per mezzo di restrizioni che aggirarono il XV emendamento non facendo esplicito riferimento alla "razza".
Tali restrizioni includevano requisiti minimi di alfabetizzazione, leggi sulla registrazione ai registri elettorali, e tasse sulla persona (la capitazione). La Corte suprema nel 1896 si espresse a favore delle leggi Jim Crow nella sentenza del caso Plessy contro Ferguson, dichiarando che strutture riservate ai neri, separate ma uguali, rispettavano il XIV emendamento.

### Leggi Jim Crowe segregazione razziale
Tipicamente, i "codici neri" in vigore in sette Stati del profondo Sud nel 1866 proibivano il matrimonio interrazziale e la mescolanza razziale. Finita la guerra, i nuovi parlamenti a maggioranza repubblicana in sei di questi Stati abrogarono le leggi restrittive, ma dopo che i Democratici tornarono al potere il divieto fu reintrodotto. Solo nel 1967 la Corte suprema, nella sentenza Loving contro Virginia, dichiarò che tutte le disposizioni al riguardo ancora presenti in sedici Stati erano incostituzionali. Una grande preoccupazione negli anni 1860 fu quella di determinare la linea di confine tra bianchi e neri in una società in cui uomini bianchi e donne schiave nere avevano generato numerosi bambini. Da una parte la reputazione di una persona, sia essa stata bianca o nera, era solitamente decisiva; d'altra parte la maggioranza delle leggi utilizzò il criterio di "una goccia di sangue", di modo che anche un solo antenato nero inseriva legalmente una persona nella categoria del nero. La segregazione giuridica fu inizialmente imposta solo nell'ambito dell'istruzione e del matrimonio, ma questo stato di cose iniziò a cambiare a partire dal 1880 quando nuove leggi Jim Crow decretarono la separazione fisica obbligatoria tra le razze in tutti i luoghi pubblici.
Dal 1890 al 1908 gli Stati del Sud privarono in pratica la maggior parte degli elettori neri e di molti bianchi poveri dei loro diritti politici, rendendo più difficile la registrazione degli elettori attraverso tasse sulla persona, requisiti di alfabetizzazione e altre disposizioni arbitrarie. Furono promulgate leggi contro la mescolanza razziale e venne imposto lo status di seconda classe sui neri in un sistema, a cui diede il nome il personaggio Jim Crow, che durò fino agli anni 1960.

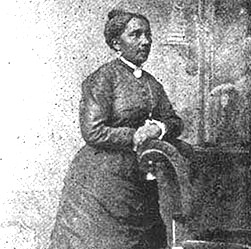
L'attivista newyorkese Elizabeth Jennings Graham.

Le attività politiche a favore dell'uguaglianza s'incentrarono spesso sulle questioni relative ai trasporti, come la segregazione sui tram e sui treni. A partire dagli anni 1850 vennero intentate cause giudiziarie contro i trasporti pubblici segregati sia nel Nord che nel Sud. Tra gli importanti protagonisti di questa lotta vi erano Elizabeth Jennings Graham a New York, Charlotte L. Brown e Mary Ellen Pleasant a San Francisco, Ida B. Wells a Memphis e Robert Fox a Louisville.

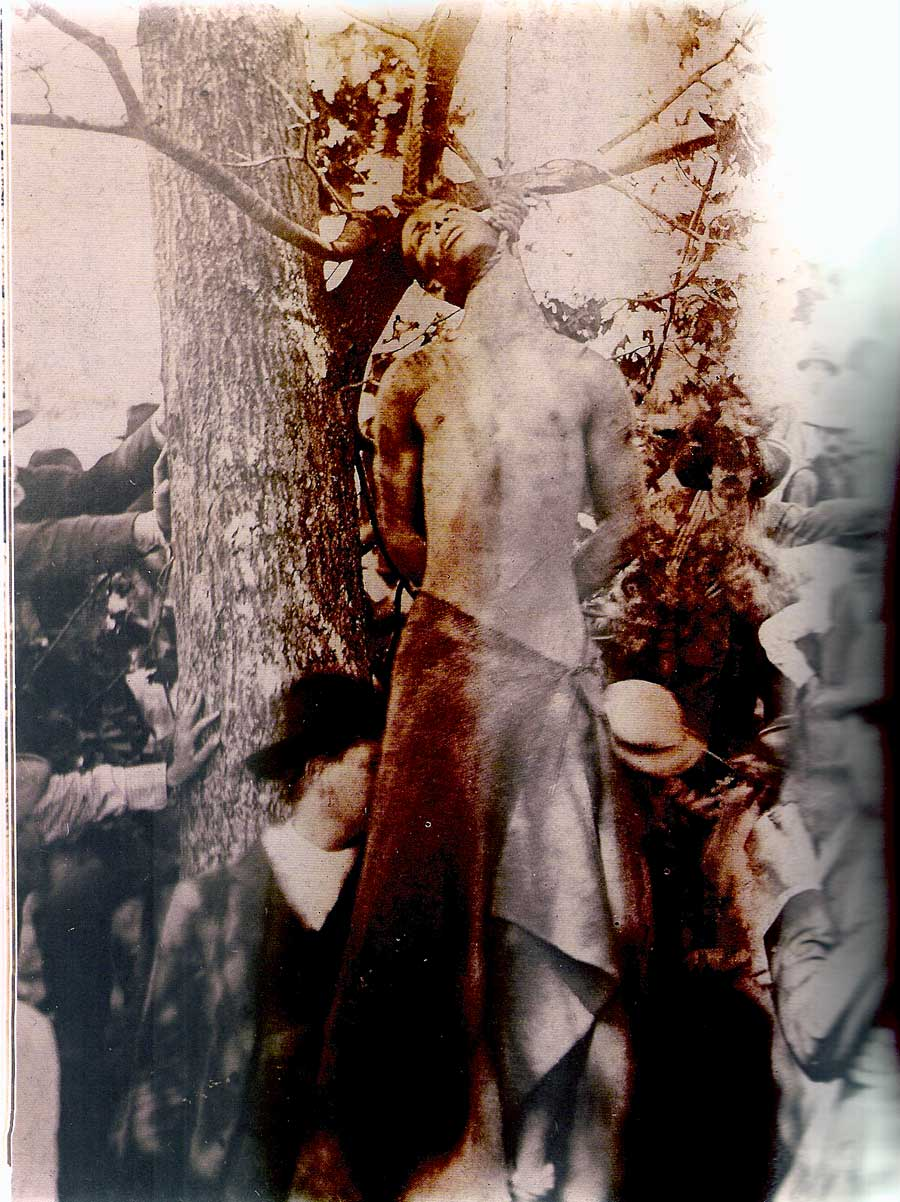
Il linciaggio di Frank Embree avvenuto nel 1899 a Fayette (Missouri).

### Linciaggio
Gli assalti di gruppo ad afroamericani e i conseguenti linciaggi aumentarono considerevolmente alla fine del XIX secolo, soprattutto nel Sud. I responsabili furono raramente arrestati e condannati. Circa 3.500 neri e 1.300 bianchi vennero linciati negli Stati Uniti, soprattutto dal 1882 al 1901. L'anno di picco fu il 1892.
La frequenza dei linciaggi e gli episodi che li scatenarono variano da uno Stato all'altro in funzione delle relazioni razziali locali. Il linciaggio fu più frequente nel contesto di peggioramento delle condizioni economiche dei poveri bianchi rurali in contee fortemente nere, in particolare durante la crisi provocata dal crollo del prezzo del cotone nel corso degli anni 1890. Ida B. Wells (1862-1931) usò il suo giornale a Memphis per attaccare e condannare i linciaggi; temendo per la propria incolumità nel 1892 si rifugiò nei quartieri più tranquilli di Chicago, dove poté continuare la propria crociata personale.
L'opposizione nazionale al linciaggio iniziò con la costituzione della National Association for the Advancement of Colored People (NAACP) nel 1909; in quello stesso anno vi furono 82 linciaggi, ridottisi a 10 nel 1929.

### Immagine pubblica
Nei mezzi di comunicazione di massa nazionali e locali della fine del XIX secolo "i neri erano stereotipati persistentemente come criminali, selvaggi o figure comiche: erano superstiziosi, pigri, violenti, immorali, gli zimbelli dell'umorismo e la fonte maggiore di pericolo per la vita civile".

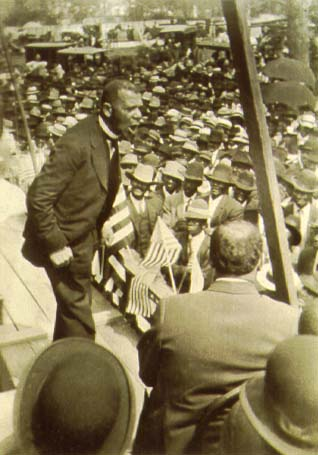
Booker T. Washington durante un comizio a New Orleans nel 1915.

Booker T. Washington, giovane preside universitario dell'Alabama, divenne celebre per le sue articolate sfide agli stereotipi estremamente negativi. Secondo il suo biografo Robert J. Norrell, Washington: "sfidò le posizioni ideologiche dei meridionali bianchi su diversi fronti. La sua enfasi sul progresso nero contrastò i suprematisti del potere bianco i quali insistevano sulla degenerazione e sulla criminalità nera. La sua dichiarazione di affetto e di fedeltà ai bianchi americani meridionali sfidò apertamente i nazionalisti bianchi che credevano che tutti i neri fossero dei nemici etnici. Allo stesso tempo Washington dimostrò ai bianchi del Nord che lui e i suoi neri erano americani fedeli e patriottici, degni e meritevoli eredi dell'interpretazione dei valori democratici di Abraham Lincoln... Gli afroamericani accettavano la natura intrinsecamente competitiva della società americana e volevano solo una giusta occasione per poter dimostrare quanto valessero realmente".

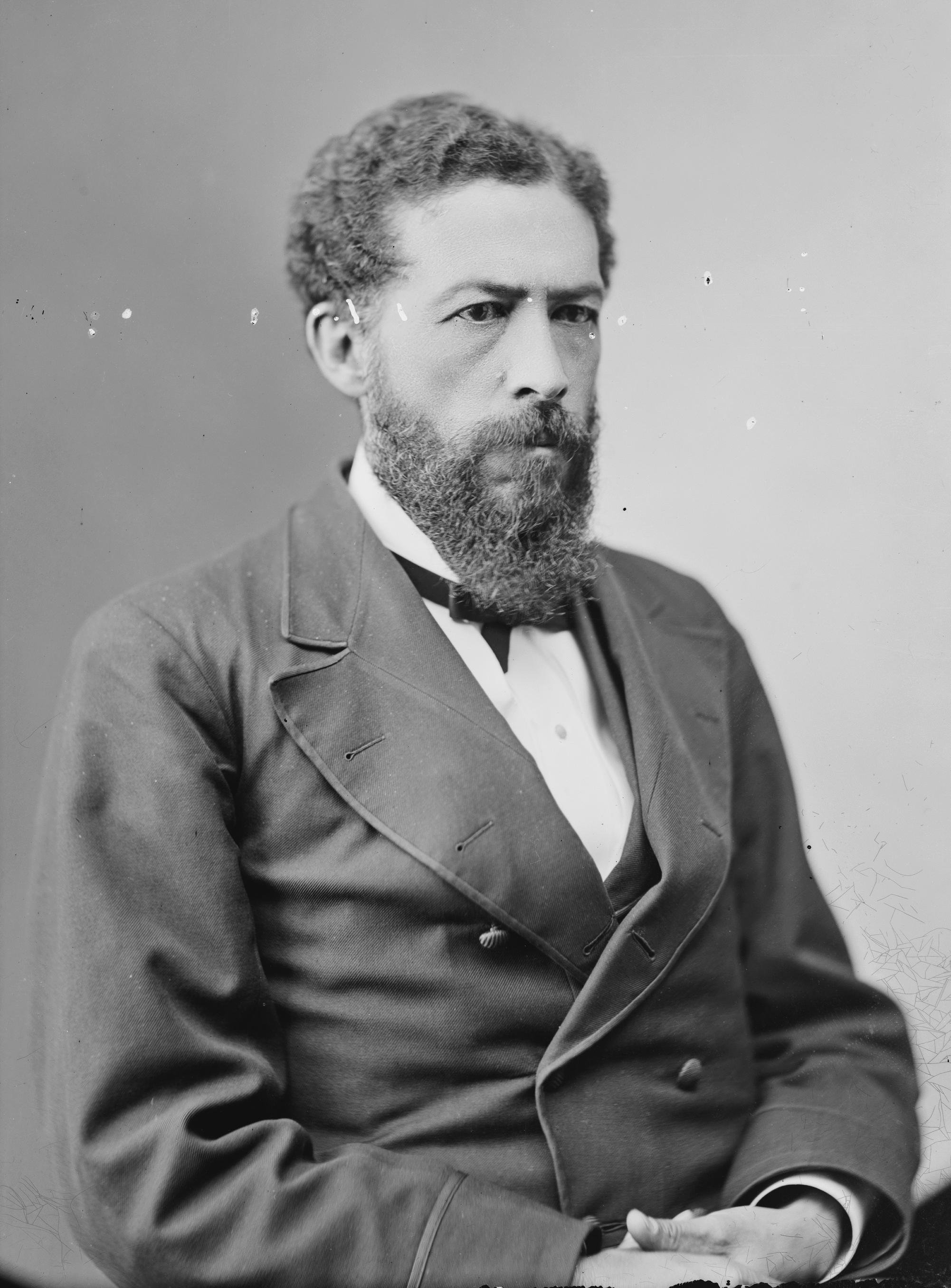
L'avvocato John Mercer Langston fu eletto deputato alla Camera dei rappresentanti nel 1890.

## Leadership
Gran parte della leadership politica nera era composta da ministri religiosi e da veterani dell'esercito unionista. La leadership politica bianca presentava invece sia veterani che avvocati. Gli ambiziosi giovani neri avevano difficoltà a diventare avvocati, con poche eccezioni come quelle costituite da James Thomas Rapier, Aaron Alpeoria Bradley e John Mercer Langston.
Il ceto sociale superiore tra la popolazione nera era in gran parte mulatto e si trovava già in stato di libertà prima della guerra. Durante l'era della Ricostruzione 19 dei 22 membri neri del Congresso erano mulatti. Questi rappresentanti più facoltosi di "razza mista" costituirono la maggioranza dei leader del movimento per i diritti civili degli afroamericani fino all'inizio del XX secolo.
Hahn riferisce che l'elemento mulatto deteneva un potere sproporzionato nella comunità politica nera in Carolina del Sud e in Louisiana. Molti dei leader erano però anche afroamericani ex schiavi.

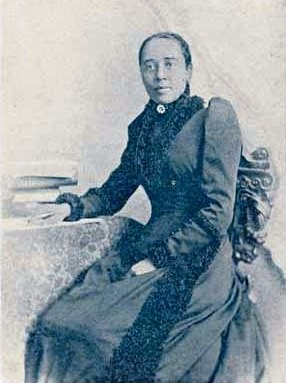
Anna J. Cooper, attivista per i diritti civili e i diritti delle donne.

### Anna J. Cooper
Nel 1892 Anna J. Cooper (1858-1964) pubblicò A Voice from the South: By A Woman from the South ("Una voce dal Sud, di una donna del Sud") in cui riportò numerosi argomenti a favore dei diritti civili e dei diritti delle donne. Una voce dal Sud fu una delle prime articolazioni del femminismo nero; il libro proponeva alle donne afroamericane una visione dell'autodeterminazione attraverso l'istruzione e l'elevazione sociale. La sua tesi centrale era che il progresso intellettuale, morale e spirituale delle donne nere avrebbe migliorato la condizione generale di tutta la comunità afroamericana. Scrisse che le nature violente degli uomini spesso contrastavano con gli obiettivi dell'istruzione superiore, pertanto era importante promuovere molte più donne intellettuali poiché queste avrebbero portato ad una maggior educazione verso il rispetto reciproco e la gentilezza. Questo punto di vista è stato criticato da alcuni come sottomesso al culto ottocentesco della "donna autentica" (il "culto della domesticità"), mentre altri lo vedono invece come uno degli argomenti più importanti per il femminismo nero del XIX secolo. Cooper sostenne la prospettiva che era dovere delle donne nere istruite e di successo quello di sostenere i coetanei svantaggiati nel raggiungimento dei loro obiettivi. Il saggio toccava anche altri temi, dal razzismo e dalle realtà socioeconomiche delle famiglie nere all'amministrazione della Chiesa episcopale.

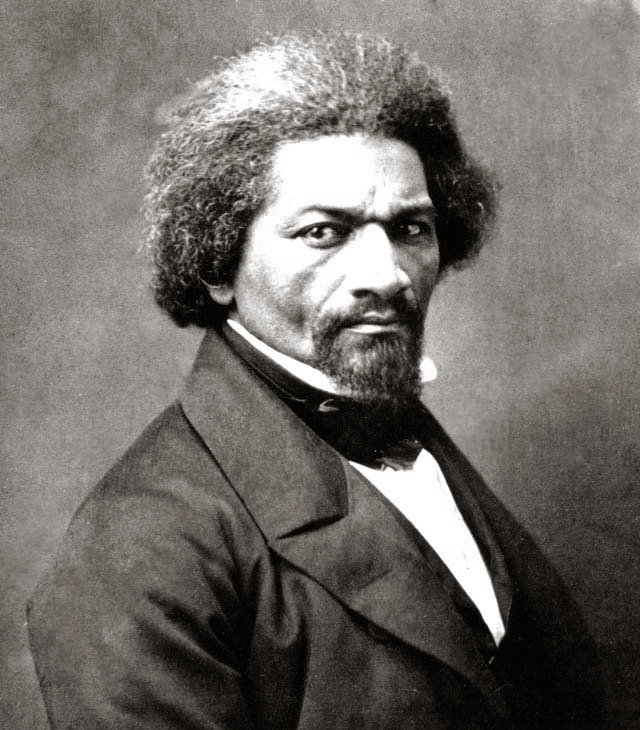
Ritratto di Frederick Douglass nel 1866.

### Frederick Douglass
Frederick Douglass (1818-1895), uno schiavo fuggitivo, fu un instancabile fautore dell'abolizionismo prima della guerra di secessione. In seguito fu autore, editore, docente e diplomatico. Il suo biografo sostiene: "l'afroamericano più influente del XIX secolo, Douglass intraprese la carriera di agitatore della coscienza americana. Parlò e scrisse per una serie di cause riformiste: i diritti delle donne, il "movimento per la temperanza", il pacifismo, la riforma agraria, l'educazione pubblica gratuita e l'abolizione della pena di morte. Ma dedicò la maggior parte del suo tempo, l'immenso talento e l'illimitata energia all'abolizione della schiavitù e all'ottenimento di uguali diritti per gli afroamericani. Queste furono le preoccupazioni centrali della sua lunga carriera di riformatore sociale. Douglass capì che la lotta per l'emancipazione e per l'uguaglianza richiedeva un attivismo impetuoso, ostinato e non condiscendente. Riconobbe che gli afroamericani dovevano svolgere un ruolo rilevante in quella lotta. Meno di un mese prima della sua morte, quando un giovane nero gli chiese che consiglio desse a un afroamericano che si accingeva a entrare nella vita adulta, Douglass rispose senza esitazione: "Agitare, agitare, agitare!""

### Figure chiave
- Norris Wright Cuney (1846-1898), organizzatore del sindacato di Galveston (Texas) e presidente del Partito Repubblicano texano.
- Timothy Thomas Fortune (1856-1928), giornalista, editore e fondatore della "National Afro-American League".
- John Mercer Langston (1829-1897), avvocato della Virginia, deputato alla Camera dei rappresentanti e preside della "Virginia State University".
- Isaac Myers (1835-1891), sindacalista e fondatore della Colored National Labor Union.
- Robert Smalls (1839-1915), eroe dell'Unione, deputato alla Camera per la Carolina del Sud e fondatore del Partito Repubblicano della Carolina del Sud.
- Josephine St. Pierre Ruffin (1842-1924) redattrice editoriale, organizzatrice, suffragetta e fondatrice di The Woman's Era, primo giornale scritto e rivolto espressamente alle donne afroamericane.
- Sojourner Truth (1797-1883), relatrice e attivista per i diritti delle donne.
- Booker T. Washington (1856-1915), educatore, autore e primo preside della Tuskegee University.
- Ida B. Wells (1862-1931), giornalista, editrice e attivista femminista.

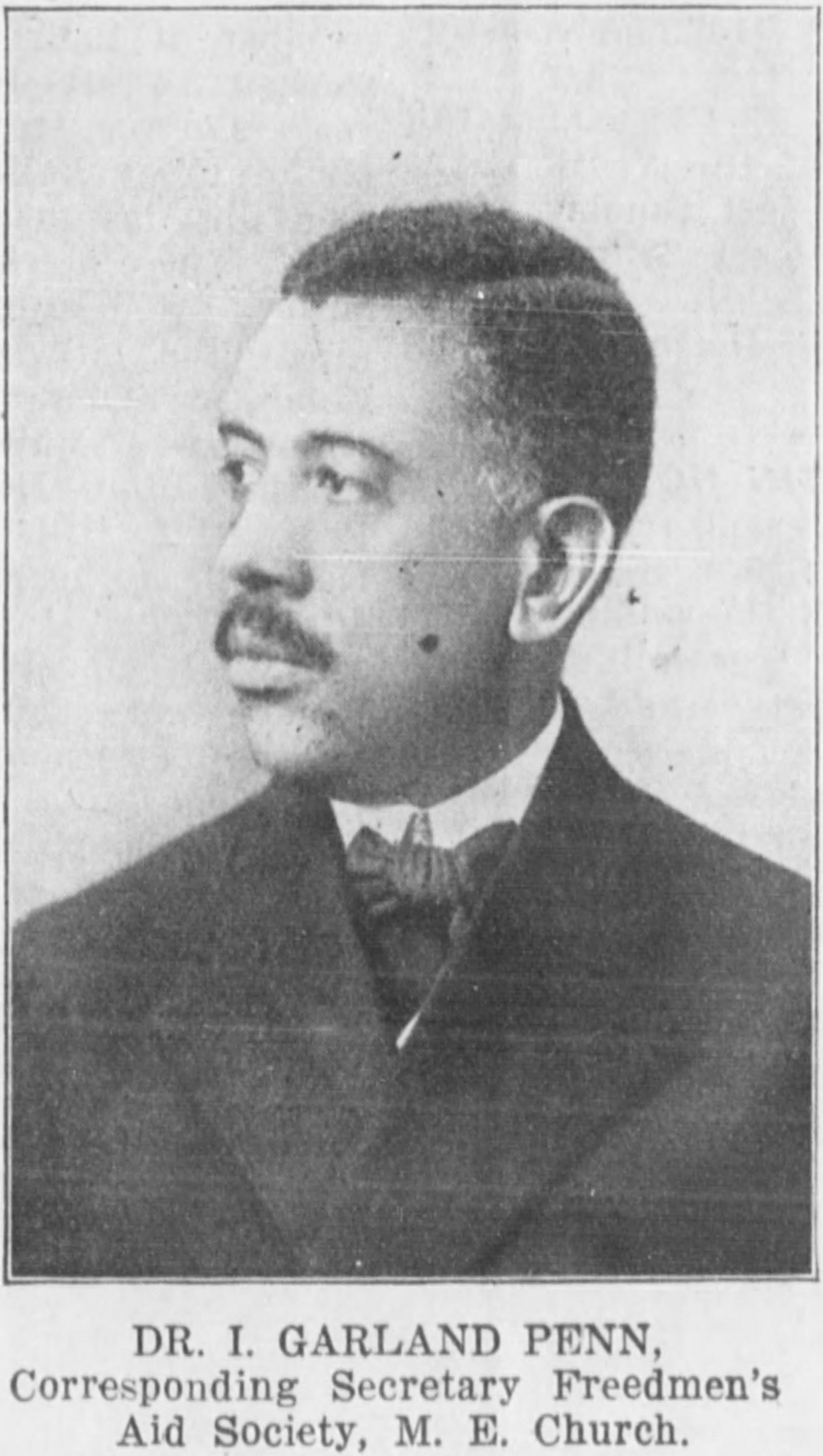
Irvine Garland Penn, uno dei leader del primo movimento per i diritti civili.

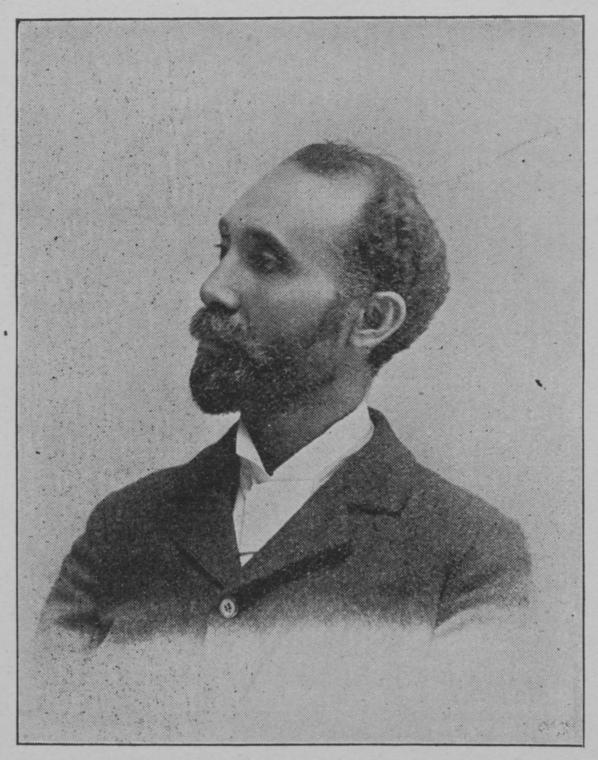
L'attivista Ferdinand Lee Barnett, marito di Ida B. Wells.

## Cronologia
- 1863 - Il proclama di emancipazione libera tre dei quattro milioni di schiavi tra il 1863 e il 1865.
- 1863 - Il primo nero a diventare preside universitario è Daniel Payne, presso la "Wilberforce University" in Ohio. Fu membro autorevole della Chiesa metodista episcopale africana.
- 1865 - Il Congresso degli Stati Uniti istituisce il "Freedmen's Bureau".
- 1865 - Il XIII emendamento della Costituzione abolisce la schiavitù nei rimanenti ex Stati confederati d'America.
- 1865 - La "Shaw University" viene fondata a Raleigh (Carolina del Nord); si tratta del primo college universitario nero nel Sud (vedi università storicamente afroamericane).
- 1865 - Tutti gli Stati Uniti meridionali promulgano "codici neri" che limitano i diritti dei neri liberati. Il "Freedmen's Bureau" blocca l'applicazione di queste leggi.
- 1865 - La prima Università di Atlanta rivolta espressamente ai neri viene fondata dall'"American Missionary Association".
- 1866 - La nuova legge sui diritti civili stabilisce che tutte le persone nate negli Stati Uniti sono cittadini a pieno diritto.
- 1866 - La prima sezione del Ku Klux Klan si costituisce a Pulaski (Tennessee), e si forma come organizzazione paramilitare ribelle composta da veterani confederati bianchi. Intende imporre la supremazia del potere bianco.
- 1866 - Si istituisce il primo reggimento afroamericano dell'esercito, i Buffalo Soldier.
- 1866 - Il "Lincoln Institute", successivamente ribattezzato "Lincoln University", viene fondata a Jefferson City dai reduci neri dell'Unione.
- 1867 - La Howard University viene fondata a Washington. È finanziata dal governo federale.
- 1868 - Il XIV emendamento garantisce la cittadinanza e richiede che i governi statali forniscano l'equo processo e la parità di protezione legale.
- 1870 - Il XV emendamento impedisce la restrizione del voto basato sulla razza, sul colore della pelle umana o sulla precedente condizione di schiavitù.
- 1870 - Hiram Rhodes Revels diventa il primo nero senatore degli Stati Uniti; Joseph Rainey diventa il primo deputato nero alla Camera dei rappresentanti.
- 1871 - Viene approvata una nuova legge sui diritti civili, conosciuta anche come legge anti-Klan.
- 1872 - Pinckney Benton Stewart Pinchback giura in qualità di primo governatore nero di uno degli ex Stati confederati, la Louisiana.
- 1873 - Slaughter-House Cases; la Corte suprema esclude le leggi statali dall'ambito del XIV emendamento.
- 1873 - Massacro di Colfax e massacro di Coushatta, una serie di omicidi di esponenti del Partito Repubblicano sia bianchi che neri in Louisiana.
- 1874 - Fondazione di gruppi paramilitari che cominciano ad agire come il "braccio militare del Partito Democratico": la "White League" in Louisiana e le "Red Shirts" nel Mississippi, nella Carolina del Nord e nella Carolina del Sud. Terrorizzano neri e Repubblicani, cacciandoli con la forza dalle loro cariche pubbliche, uccidendone alcuni, disturbando le elezioni e impedendo l'esercizio del diritto di voto.
- 1875 - Nuova legge sui diritti civili.
- 1876 - Il massacro di Hamburg (Carolina del Sud) in cui la popolazione locale attacca gli afroamericani che stanno festeggiando il Giorno dell'Indipendenza.
- 1877 - Con il compromesso del 1877 le truppe federali vengono ritirate dagli Stati Uniti meridionali; ha termine l'era della Ricostruzione.
- 1879 - L'exoduster, in cui migliaia di afroamericani migrano dal Sud in direzione del Kansas. Si tratta del primo episodio della grande migrazione afroamericana.
- 1880 - In Strauder contro Virginia Occidentale la Corte suprema stabilisce che i neri non possono venire intenzionalmente esclusi dalle giurie popolari.
- 1880 - Segregazione razziale nei trasporti pubblici. Il Tennessee separa razzialmente i vagoni ferroviari; verrà seguito dalla Florida (1887), dal Mississippi (1888), dal Texas (1889), dalla Louisiana (1890), dall'Alabama, Kentucky, Arkansas e Georgia (1891), dalla Carolina del Sud (1898), dalla Virginia (1900), dal Maryland (1904) e dall'Oklahoma (1907).
- 1881 - Booker T. Washington inaugura la Tuskegee University a Tuskegee in Alabama.
- 1883 - La Corte suprema attacca la legge sui diritti civili del 1875 dichiarandola incostituzionale; dichiara inoltre che il XIV emendamento vieta la discriminazione statale, ma non quella dei privati cittadini.
- 1885 - Una coalizione populista birazziale giunge brevemente al potere in Virginia.
- 1885 - L'afroamericano Samuel David Ferguson viene ordinato vescovo della Chiesa episcopale.
- 1886 - Norris Wright Cuney diventa il presidente del Partito Repubblicano del Texas, il ruolo più elevato mai raggiunto da un qualsiasi afroamericano nel Sud durante il XIX secolo.
- 1890 - Il Mississippi approva una nuova Costituzione statale che provoca un'effettiva esclusione dal diritto di voto per la maggior parte dei neri (tasse sulla persona, verifiche sulla residenza e requisiti minimi di alfabetizzazione).
- 1892 - Ida B. Wells pubblica il proprio pamphlet intitolato Southern Horrors: Lynch Law in All Its Phases ("Orrori del Sud: la legge del linciaggio in tutte le sue fasi"), la prima articolata documentazione storica sul linciaggio negli Stati Uniti.
- 1893 - Ida B. Wells, Frederick Douglass, Irvine Garland Penn e Ferdinand Lee Barnett pubblicano e fanno circolare The Reason Why the Colored American Is Not At the World's Columbian Exposition ("La ragione per cui l'americano di colore non è alla Fiera Colombiana mondiale"), una protesta per l'esclusione della storia afroamericana dalla Fiera Colombiana di Chicago.
- 1895 - Booker T. Washington pronuncia il suo discorso detto del "compromesso di Atlanta", diretto ai politici bianchi del sud, all'Esposizione internazionale del cotone ad Atlanta.
- 1895 - William Edward Burghardt Du Bois è il primo afroamericano a conseguire un dottorato di ricerca dall'Università di Harvard.
- 1896 - Wright Cuney è sostituito alla carica di presidente del Partito Repubblicano del Texas.
- 1896 - In Plessy contro Ferguson la Corte suprema approva la segregazione razziale delle strutture pubbliche con la formula "separati ma uguali".